# 13326 Ferri
13326 Ferri eller 1998 SH23 är en asteroid i huvudbältet som upptäcktes den 17 september 1998 av LONEOS vid Anderson Mesa Station. Den är uppkallad efter Francesca Ferri.
Asteroiden har en diameter på ungefär 11 kilometer.